# Mai 1996
Portal Geschichte | Portal Biografien | Aktuelle Ereignisse | Jahreskalender | Tagesartikel

◄ |
19. Jahrhundert |
20. Jahrhundert
| 21. Jahrhundert

◄ |
1960er |
1970er |
1980er |
1990er
| 2000er | 2010er | 2020er | ►

◄ |
1992 |
1993 |
1994 |
1995 |
1996
| 1997 | 1998 | 1999 | 2000 | ►

◄ |
Februar 1996 |
März 1996 |
April 1996 |
Mai 1996 |
Juni 1996 |
Juli 1996 |
August 1996 |
►
Dieser Artikel behandelt aktuelle Nachrichten und Ereignisse im Mai 1996.

## Tagesgeschehen

### Samstag, 4. Mai 1996
- Zürich/Schweiz: Der Titelverteidiger Grasshopper Zürich gewinnt 2:0 gegen den Servette FC Genève und wird mit diesem Resultat vorzeitig Schweizer Fussballmeister 1996.[1]

### Sonntag, 5. Mai 1996
- Wien/Österreich: Die Tschechische Republik wird Eishockey-Weltmeister durch einen 4:2-Sieg gegen Kanada.[2]

### Dienstag, 7. Mai 1996
- Den Haag/Niederlande: Vor dem Internationalen Strafgerichtshof für das ehemalige Jugoslawien der Vereinten Nationen wird der erste Fall in der Geschichte des Tribunals verhandelt. Der Serbe Duško Tadić soll sich für seine Mitwirkung beim Angriff auf die mehrheitlich von Bosniaken bewohnte Stadt Kozarac verantworten. Darüber hinaus stehen Vorwürfe über Masseninhaftierungen und Vergewaltigungen im Raum.[3]
- Paris/Frankreich: Ungarn wird 27. Mitgliedstaat der Organisation für wirtschaftliche Zusammenarbeit und Entwicklung.[4]
- Straßburg/Frankreich: Als fünfte „Framework Nation“ (deutsch „Rahmennation“) tritt Luxemburg dem Eurokorps bei.[5]

### Mittwoch, 8. Mai 1996

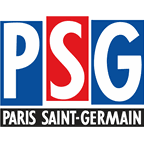
Logo von Paris Saint-Germain

- Brüssel/Belgien: Der Paris Saint-Germain FC gewinnt den Fußball-Europapokal der Pokalsieger durch einen 1:0-Finalsieg gegen den SK Rapid Wien.[6]

### Freitag, 10. Mai 1996

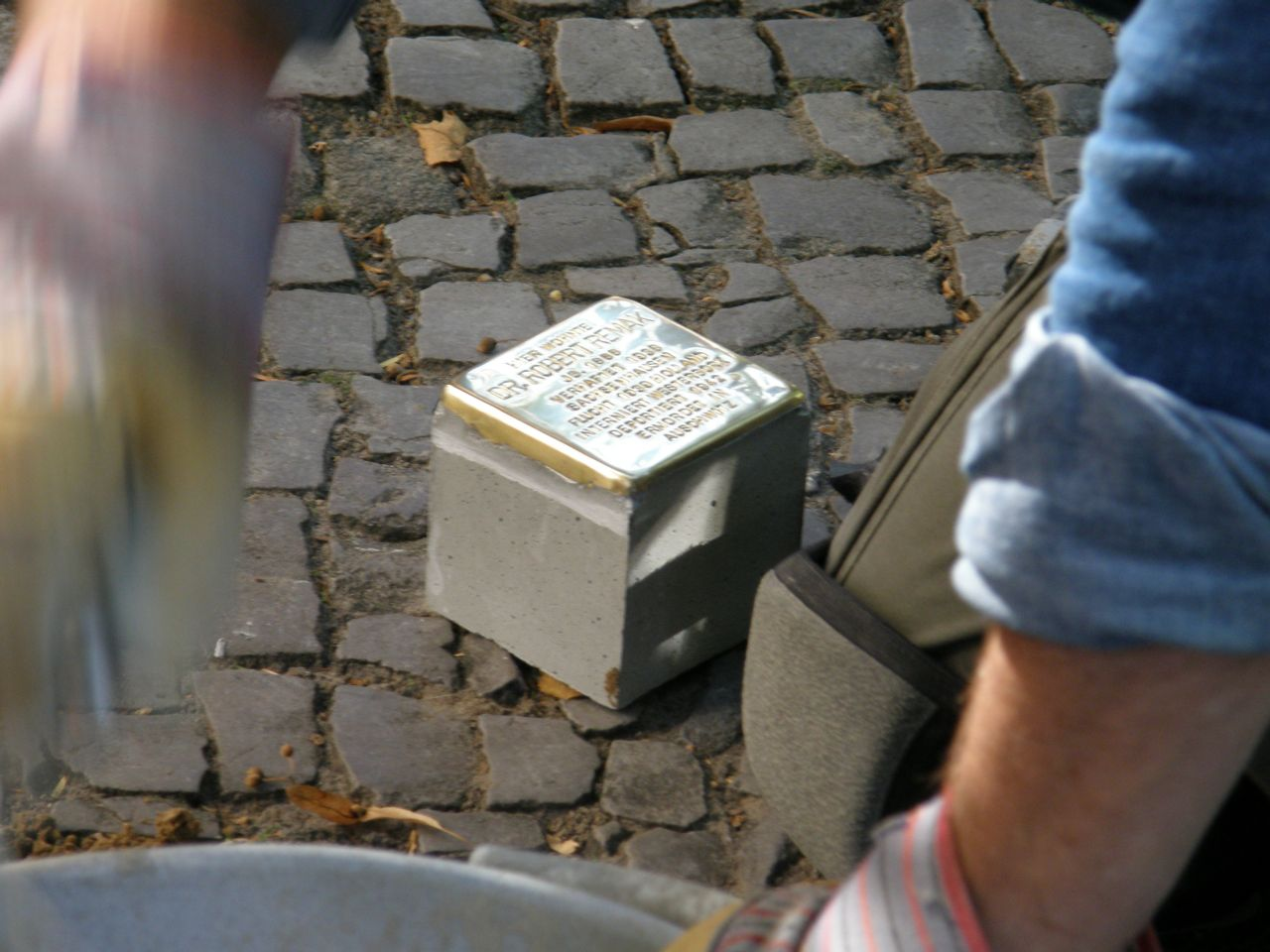
Stolperstein

- Berlin/Deutschland: Der Künstler Gunter Demnig verlegt erstmals mit offizieller Genehmigung Stolpersteine in Gedenken an deportierte Juden in der Zeit des Nationalsozialismus. Die 31 Steine werden ins Pflaster der Oranienstraße im Bezirk Kreuzberg integriert.[7]
- Khumbu/Nepal, Tibet/China: Am 8848 m hohen Mount Everest führt vermutlich ein wetterbedingtes Absinken der Stratosphäre zu einer schlagartigen Verringerung der Sauerstoffkonzentration der Luft. Mindestens acht Bergsteiger kommen ums Leben.[8]

### Samstag, 11. Mai 1996
- Miami-Dade County/Vereinigte Staaten: Im Frachtraum eines Flugzeugs vom Typ McDonnell Douglas DC-9 der Fluggesellschaft ValuJet geraten auf dem Flug vom Flughafen Miami nach Atlanta Sauerstoffgeneratoren in Brand. Beim Absturz der Maschine sterben alle 110 Insassen.[9]
- München/Deutschland: Titelverteidiger Borussia Dortmund wird durch ein Remis beim TSV 1860 München vorzeitig Deutscher Fußballmeister 1996.[10]

### Sonntag, 12. Mai 1996
- New York/Vereinigte Staaten: Die Journalistin Lesley Stahl fragt, ob der von der Ernährungs- und Landwirtschaftsorganisation der Vereinten Nationen berichtete Umstand von aktuell einer halben Million im Irak durch die Folgen des Öl-für-Lebensmittel-Programms gestorbenen Kinder es wert sei, den Irak wirtschaftlich zu isolieren, und US-Außenministerin Madeleine Albright sorgt mit dem Statement, dass der Preis angemessen sei, für großes Aufsehen in der Arabischen Welt.[11]

### Dienstag, 14. Mai 1996
- Karlsruhe/Deutschland: Das Bundesverfassungsgericht stellt als verfassungskonform fest, dass mit einem Flugzeug ankommende Asylbewerber in der Transitzone eines Flughafens festgesetzt werden, wenn „ernstliche Zweifel“ am positiven Ausgang ihrer Asylverfahren bestehen.[12]

### Mittwoch, 15. Mai 1996
- Bordeaux/Frankreich: Der FC Bayern München gewinnt den Fußball-UEFA-Cup nach einem 3:1 im Final-Rückspiel gegen Girondins Bordeaux.[13]

### Donnerstag, 16. Mai 1996
- Aachen/Deutschland: Der Karlspreis wird an die niederländische Königin Beatrix übergeben für ihren Einsatz zur „Überwindung von Gegensätzen und die Stärkung der Gemeinschaft zwischen den Völkern Europas“.[14]

### Samstag, 18. Mai 1996
- Oslo/Norwegen: Im 41. Finale des Musikwettbewerbs Grand Prix Eurovision de la Chanson stehen erstmals nur Beiträge, die nach Ansicht einer internationalen Jury auch eine zur Teilnahme berechtigende Qualität aufweisen. Der deutsche Beitrag ist nicht darunter, so dass erstmals ein Grand-Prix-Finale ohne Deutschland stattfindet. Den Wettbewerb in der Arena Spektrum gewinnt Eimear Quinn für Irland.[15]

### Sonntag, 19. Mai 1996
- Bern/Schweiz: Der Titelverteidiger FC Sion gewinnt das Final im Schweizer Cup der Fussballer mit 3:2 gegen den Servette FC Genève.[16]

### Montag, 20. Mai 1996
- Abu Dhabi/Vereinigte Arabische Emirate: Der Oberste Herrscherrat setzt die provisorische Verfassung des Landes als rechtmäßige Verfassung in Kraft. Mit diesem Vorgang wird die Stadt Abu Dhabi offiziell Hauptstadt der Vereinigten Arabischen Emirate.[17]
- Agrigent/Italien: Mehrere Hundert Polizisten vollziehen die Festnahme des Brüderpaars Enzo und Giovanni Brusca in einer Villa nahe der Stadt Agrigent. Die beiden führten zahlreiche Aufträge der Mafia Cosa Nostra aus, u. a. kam 1992 der Jurist Giovanni Falcone ums Leben, der eine Sondereinheit zur Bekämpfung der Mafia leitete.[18][19]
- Cannes/Frankreich: Der Film Lügen und Geheimnisse des britischen Regisseurs Mike Leigh wird bei den 49. Internationalen Filmfestspielen mit der Palme d’or ausgezeichnet.[20]

### Mittwoch, 22. Mai 1996

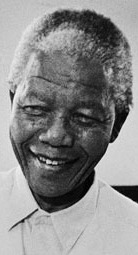
Nelson Mandela

- Bonn/Deutschland: In einer Rede vor dem Plenum des Bundestags würdigt der südafrikanische Präsident Nelson Mandela die Rolle der Deutschen bei der Überwindung der Apartheid in seiner Heimat. Er saß wegen seines Widerstands gegen die Apartheid 29 Jahre lang als politischer Gefangener in Haft.[21]
- Kiel/Deutschland: Der Landtag von Schleswig-Holstein wählt Ministerpräsidentin Heide Simonis (SPD) erneut zur Regierungschefin.[22]
- Rom/Italien: Juventus Turin gewinnt die Fußball-Champions-League durch einen Finalsieg im Elfmeterschießen gegen Ajax Amsterdam.[23]

### Samstag, 25. Mai 1996
- Berlin/Deutschland: Der 1. FC Kaiserslautern gewinnt gegen den Karlsruher SC im Finale des DFB-Pokals der Männer mit 1:0. Eine Woche zuvor stieg Kaiserslautern nach 33 Jahren Bundesliga-Zugehörigkeit zum ersten Mal in die Zweite Liga ab.[24]

### Montag, 27. Mai 1996
- Konstanz/Deutschland: In der Alt-Katholischen Kirche in Deutschland weiht Bischof Joachim Vobbe mit Angela Berlis und Regina Pickel-Bossau die ersten beiden Frauen zu Priesterinnen. Bei den Alt-Katholiken handelt es sich um eine gegen Ende des 19. Jahrhunderts exkommunizierte Religionsgemeinschaft.[25]

### Mittwoch, 29. Mai 1996
- Jerusalem/Israel: Bei der Parlamentswahl in Israel wird die Partei Awoda mit 26,8 % Stimmenanteil stärkste Kraft. Bei der gleichzeitigen Direktwahl des Ministerpräsidenten entscheiden sich 50,49 % für Benjamin Netanjahu und 49,51 % für Amtsinhaber Shimon Peres.[26]

## Weblinks

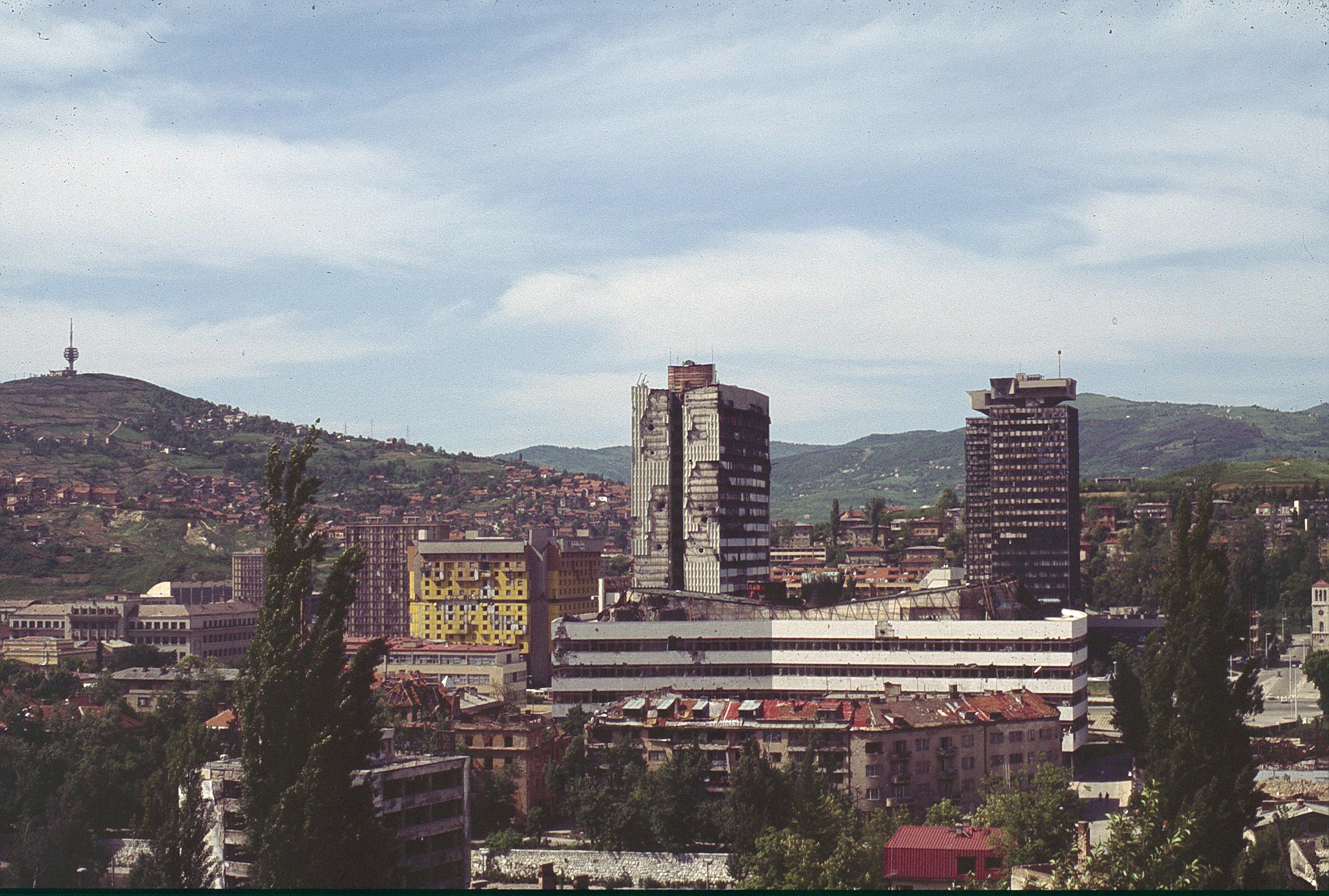
Sarajevo im Mai 1996

### Freitag, 31. Mai 1996
- Berlin/Deutschland: Bei der Verleihung des Deutschen Filmpreises wird u. a. der Schauspieler Götz George für seine darstellerische Leistung in Der Totmacher mit dem Filmband in Gold ausgezeichnet.[27]